# 히가시야마 치에코

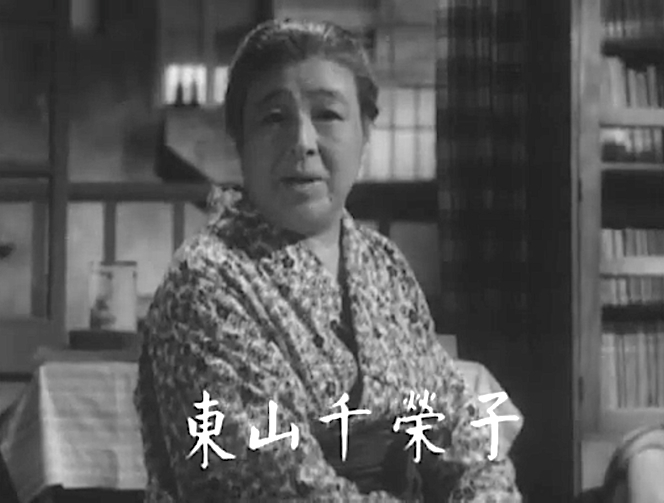

히가시야마 치에코(Chieko Higashiyama, 1890년 9월 30일 ~ 1980년 5월 8일)는 일본의 배우, 연극 배우이다.
지바시에서 태어났으며 요코하마시에서 사망하였다.

## 영화
- 키게키 (1962년)
- 최고수훈부인 (1959년)
- 브라이트 걸 (1957년)
- 진심 (1953년)
- 동경 이야기 (1953년) - 히라야마 토미 역
- 카르멘 사랑에 빠지다 (1952년)
- 오하루의 일생 (1952년)
- 백치 (1951년)
- 초여름 (1951년)
- 히어즈 투 더 영 레이디 (1949년)
- 쇼조 (1948년)
- 비밀스런 삶의 24시 (1947년)
- 결혼 (1947년)
- 여배우 스마코의 사랑 (1947년)